# Coryne dubia
Coryne dubia är en svampart som först beskrevs av Christiaan Hendrik Persoon, och fick sitt nu gällande namn av Samuel Frederick Gray. Coryne dubia ingår i släktet Coryne och familjen Helotiaceae.   Inga underarter finns listade i Catalogue of Life.